# Nicosulfuron
Nicosulfuron ist eine chemische Verbindung aus der Gruppe der Sulfonylharnstoffe und ein von DuPont und Ishihara Sangyo Kaisha entwickeltes sowie Anfang der 1990er Jahre eingeführtes selektives, systemisches Herbizid.

## Gewinnung und Darstellung
Nicosulfuron kann ausgehend von 2-Mercaptonicotinsäure durch Reaktion mit Methanol, Essigsäure, tert-Butylamin, N,N′-Dimethylaminodimethylaluminium und Trifluoressigsäure sowie Addition des Produktes von Phosgen und 2-Amino-4,6-dimethoxypyrimidin gewonnen werden.

## Verwendung

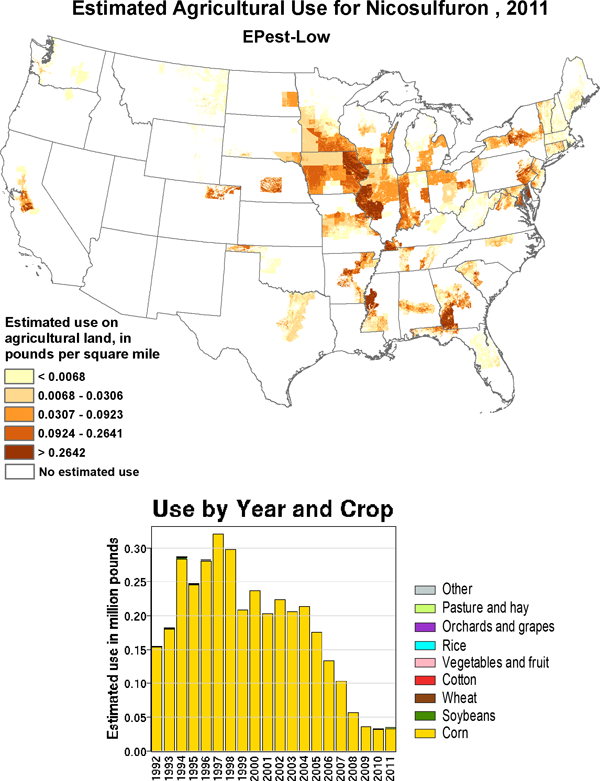
Geschätzte Ausbringungsmenge in den USA 2011

Nicosulfuron wird als Herbizid gegen einjährige ein- und zweikeimblättrige Unkräuter im Maisanbau verwendet. Es wirkt durch Hemmung der Acetolactat-Synthase.

## Zulassung
Nicosulfuron ist in Deutschland, Österreich und der Schweiz und weiteren EU-Staaten als Wirkstoff zugelassen.

## Ökologie
Nicosulfuron hat aus ökotoxikologischer Perspektive negativen Einfluss auf aquatischen Organismen. Der EC50 (7. Tage) für Wasserpflanzen (Lemna gibba) liegt bei 0,85 µg/l. In der Schweiz wurde der Grenzwert für die zugelassene Konzentration in Oberflächengewässern im Jahresmitte mit 0,0087 µg/l festgelegt. Der PNEC liegt ebenfalls bei 0,0087 µg/l. Es wurde 2022, bei Regeluntersuchungen von 14-Tages-Mischproben von 38 Gewässern der Schweiz, 31 Mal über dem Grenzwert nachgewiesen.